# Конопкі (гміна Ґраєво)
Конопкі (пол. Konopki) — село в Польщі, у гміні Граєво Ґраєвського повіту Підляського воєводства.
Населення — 142 особи (2011).
У 1975-1998 роках село належало до Ломжинського воєводства.

## Демографія
Демографічна структура станом на 31 березня 2011 року:
|          | Загалом | Допрацездатний вік | Працездатний вік | Постпрацездатний вік |
| -------- | ------- | ------------------ | ---------------- | -------------------- |
| Чоловіки | 64      | 11                 | 48               | 5                    |
| Жінки    | 78      | 17                 | 41               | 20                   |
| Разом    | 142     | 28                 | 89               | 25                   |